# Geary (Oklahoma)
Geary – miasto w Stanach Zjednoczonych, w stanie Oklahoma, w hrabstwie Blaine.